# Gstaad
Gstaad je selo u švicarskim Alpama, nadmorske visine 1050 m, s oko 2.500 stanovnika.
Poznato je po elitnom skijaškom turizmu. Tamo je sniman film "Povratak Pinka Panthera" s Peterom Sellersom. Sjedište je i istoimenog ATP i WTA teniskog turnira.